# Adjudant
 (août 2024).
Adjudant est un grade militaire existant dans nombre d'armées. Il est le plus souvent le second échelon des grades de sous-officiers.

## Belgique
Dans les composantes terrestre, aérienne et médicale de l'armée belge, le grade d'adjudant est le plus élevé de la hiérarchie des sous-officiers d'élite. Il existe également des grades d'adjudant-chef et d'adjudant-major, qui forment la hiérarchie des sous-officiers supérieurs. L'insigne de grade des adjudants est, dans la composante terrestre, cinq chevrons appointés vers le haut,soutenu par une molette d'éperon héraldique, le tout de teinte argentée (gris sur les galons de basse visibilité), et pour les autres composantes, un galon blanc de type « alpha » (appelé "Boucle de Nelson", dans la composante aérienne ainsi que dans la composante médicale).

## Canada
Dans l'Armée canadienne et l'Aviation royale canadienne, adjudant (warrant officer en anglais) est un grade de sous-officier supérieur situé entre celui du sergent et celui de l'adjudant-maître. L'adjudant agit normalement en tant que commandant adjoint d'un peloton, d'une troupe ou d'une escadrille où il assiste le commandant qui est un officier généralement du grade de lieutenant. Ce rôle est important puisque l'adjudant a cumulé beaucoup d'années d'expérience tandis que le lieutenant est souvent un jeune officier. L'adjudant est aussi employé dans diverses autres fonctions dans les quartiers généraux et les salles d'opérations. Son insigne est une couronne. L'équivalent dans la Marine royale canadienne est le grade de maître de première classe.
| Précédé par Sergent | Adjudant | Suivi par Adjudant-maître |

## France
Dans les composantes terrestre, aérienne et médicale de l'armée française, de même que dans d’autres corps comme les sapeurs-pompiers, le grade d'adjudant fait partie de la hiérarchie des sous-officiers. Les informations à suivre concerne uniquement l’armée.
Le terme « adjudant », de l'espagnol ayudante (assistant), est employé à compter de  1776, en remplacement de l'appellation garçon-major qui désignait la fonction du bas-officier le plus ancien de la troupe concernée.
Beaucoup de grades et de fonctions militaires, aujourd'hui disparus, furent formés sur le terme « adjudant ». Tous étaient, au moins à l'origine, des fonctions à caractère administratif :
- adjudant-général, puis adjudant-commandant : officier général durant la période révolutionnaire ;
- adjudant de place : officier remplaçant le major dans son rôle de gestionnaire du dépôt du régiment ;
- adjudant-major : grade créé en 1790. Attribué à un capitaine, adjoint d'un chef de bataillon qui doit s'occuper des détails administratifs, de l'instruction des bas-officiers et de la discipline de son bataillon.[réf. nécessaire]

Depuis 1972, le grade d'adjudant est le troisième dans la hiérarchie des sous-officiers supérieurs, en dessous de ceux de major et d'adjudant-chef. Son insigne de grade est un galon coupé d'une soutache rouge, galon de couleur inverse à celle des boutons et de l'insigne d'arme. Pour différencier un adjudant d'un adjudant-chef, il faut prendre en compte la couleur de l'écusson de l'arme associée ou bien celle des boutons d'uniforme. Si les deux sont de la même couleur, il s'agit d’un adjudant-chef ; si les couleurs sont différentes, il s'agit d’un adjudant.
Dans l'arme blindée et cavalerie, par tradition, sans que cela ait un caractère réglementaire, un adjudant — et par extension, un adjudant-chef — peut être appelé « Mon lieutenant ». Cette coutume remonterait à la bataille d'Austerlitz, durant laquelle un peloton, conduit par un adjudant, seul cadre rescapé, se comporta brillamment au cours d'une charge. Napoléon, observant la scène aurait alors demandé : « Mais quel est donc ce lieutenant si vaillant ? » Quelqu'un lui répondit que c'était un adjudant, il aurait alors répliqué : « Désormais, on les appellera lieutenants. »
L'adjudant est en général chef de section ou adjoint d'un lieutenant. Un « adjudant d'unité » est un sous-officier chargé des tâches administratives au niveau d'une compagnie (gestion des permissions, des affectations, des stocks et des matériels, etc.).
Les galons de l'adjudant et de l'adjudant-chef de l'Armée française se différencient par la couleur.
| France                   | Grades de l'Armée de terre |                         |
| Précédé par Sergent-chef | Adjudant                   | Suivi par Adjudant-chef |

| France                   | Grades de l'Armée de l'air |                         |
| Précédé par Sergent-chef | Adjudant                   | Suivi par Adjudant-chef |

| Grades de la Gendarmerie nationale française Adjudant |  |                         |
| Précédé par Maréchal des logis-chef                   |  | Suivi par Adjudant-chef |

## Luxembourg
Les grades d'adjudant, d'adjudant-chef et d'adjudant-major sont les plus élevés de la hiérarchie des sous-officiers. Leur insigne de grade est respectivement « trois chevrons soutenus d'une barre », « trois chevrons soutenus de deux barres » et « trois chevrons soutenus de deux barres et d'un losange ». L'adjudant-major le plus ancien de l'Armée prend le titre d'adjudant-major de l'État-Major de l'Armée.

## Pays-Bas
Le grade d'adjudant (le mot est le même en néerlandais) est le plus élevé de la hiérarchie des sous-officiers. Dans la Vloot (la Marine), il porte un galon mince de type « alpha » ; dans la Landmacht (l’Armée de terre), il porte un bouton doré et, dans la Luchtmacht (l’Armée de l'air), un galon mince.

## Suisse
L'adjudant est un sous-officier supérieur. Il regroupe quatre grades qui sont, dans l'ordre hiérarchique croissant :
1. Adjudant sous-officier : chef de section logistique ;
2. Adjudant d'état-major : aide de commandement au niveau d'un bataillon ;
3. Adjudant-major : aide de commandement au niveau d'une brigade ;
4. Adjudant-chef : aide de commandement au niveau d'une région territoriale.

Les sous-officiers de carrière sont porteurs d'un de ces quatre grades d'adjudant.

## Autres pays
Dans d'autres pays, notamment en Allemagne, dans les pays scandinaves et ceux de tradition militaire britannique, adjudant est une fonction de gestion administrative d'une unité, fonction exercée par un officier dont le grade varie suivant la taille de l'unité concernée : bataillon, division, corps d'armée ou armée.
Le plus haut niveau étant l'adjudant général de l'armée.